# ペンタミジン
ペンタミジン（Pentamidine）はPneumocystis jirovecii （旧学名：Pneumocystis carinii ）によるニューモシスチス肺炎（旧名：カリニ肺炎）（PCP）の治療薬である。PCPは重症間質性肺炎であり、HIV感染症の患者にしばしば見られる。ペンタミジンはステージIガンビアトリパノソーマ（西アフリカ睡眠病）の治療の主要薬剤でもある。商品名ベナンバックス。日本および米国で希少疾病用医薬品に指定されている。またWHO必須医薬品モデル・リストに収載されている。

## 効能・効果
日本での効能・効果は「ニューモシスチス肺炎（旧名：カリニ肺炎）」である。
ペンタミジンは抗がん剤治療で免疫力が低下すると考えられる患者のPCP予防にも用いられる。PCPを治療しない場合の死亡率は非常に高い。ペンタミジンは他にもリーシュマニア症やカンジダ症にも高い臨床効果を持つ。また白血病を治療中の小児に対する感染症予防にも用いられる。

### 急性ニューモシスチス肺炎
急性のニューモシスチス肺炎の治療では、同用量ではペンタミジンの有効性はST合剤と同等かやや劣るが、臨床的にはST合剤の方が高用量であり、高用量ST合剤は肝炎、骨髄抑制、腎毒性、重篤な皮膚障害（ライエル症候群）などの副作用があるので、結果的にペンタミジの方が忍容性が高い。さらに、ST合剤はアレルギー反応が多い。PCPの治療には、ペンタミジン4mg/kgを1日1回静脈内注射し、14〜21日間継続する。21日間を超えて投与を継続すると副作用が増加する。また筋肉内注射は薦められない。ペンタミジンの効果は治療開始後2日に現れ、解熱および呼吸機能が回復する。6〜8日以内に胸部レントゲン像が改善したら、治療は成功である。患者の50〜70%が治癒する。

### ニューモシスチス肺炎の一次・二次予防
重症の免疫不全患者に対してPCPの一次予防を実施する。また快癒後のPCP患者に対して再発防止目的に二次予防を実施する。どちらの場合も、ペンタミジン液をネブライザーに装填して300mg/月を吸入投与する。一次予防の場合、無予防の場合と比べてPCP発症を70%抑制する。エアロゾルの吸入投与は、特に第一トリメスターの妊婦への投与に適している（ST合剤が禁忌とされている国で）。ただし吸入投与は肺上葉の非定型PCP感染の原因にもなり得る。

### その他
リーシュマニア症や睡眠病の治療のためにWHOやCDCが開発した治療スケジュールが存在する。
癌化学療法剤としての使用も提案された事がある。

## 警告
重篤な低血圧、低血糖、不整脈が生じることがある。

## 禁忌

### 投与禁忌
- ペンタミジンに対する過敏症の既往歴のある患者
- [吸入投与]：換気障害が重症の患者（PaO2 60mmHg以下）

### 併用禁忌
- ザルシタビン（英語版）
- ホスカルネット
- アミオダロン（注射剤）

## 妊婦、産婦、授乳婦等への投与
動物実験で、後期死亡児数の増加、化骨の遅延が報告されている。
乳汁中に移行するか否かは、添付文書、インタビューフォーム共に明言されていない。

## 副作用
重大な副作用として添付文書に記載されているものは、ショック（0.2%）、アナフィラキシー、Stevens‐Johnson症候群（皮膚粘膜眼症候群）、錯乱・幻覚（0.2%）、急性腎不全（0.7%)、低血圧（2.2%）、QT延長、心室性不整脈（0.5%）、高度徐脈、低血糖（5.4%）、高血糖、糖尿病、膵炎（0.5%）である。
そのほか、5%以上に発現する副作用として、悪心・嘔吐、BUN上昇が記載されている。

## 相互作用
アミノグリコシド系抗生物質、アムホテリシンB、カプレオマイシン、コリスチン、ポリミキシンB、 バンコマイシン、ホスカルネット、シスプラチンなどの腎毒性を有する薬剤を続けて投与する場合には、慎重に観察すること。

## 作用機序
基本的な治療薬であるにもかかわらず原虫への作用機序は知られていないが、ミトコンドリアの機能が関与していると考えられる。ユビキチンに作用していると思われる。ペンタミジンはプリン受容体によりトリパノソーマ（Trypanosoma brucei gambiense ）の虫体内へ取り込まれる。この寄生虫はアデニンを合成できないので、宿主からこのヌクレオチドを取り込む必要がある。この取り込みによって、虫体内にµM単位の薬剤が蓄積され、DNAに対する酵素の作用が阻害され、虫体を駆除することができる。